# Архиепархия Оксиринха
Архиепархия Оксиринха (лат. Archidioecesis Oxyrynchitana) — титулярная архиепархия Римско-Католической церкви с 1893 года.

## История
Город Оксиринх, который сегодня идентифицируется в раскопках Beneseh, находился в провинции Аркадия Византийского Египта и являлся местом античной христианской митрополии, которая входила в Александрийский патриархат. В митрополию Оксиринха входили епархии Мемфиса, Нилополя.
В IV веке в Оксиринхе жил христианский пустынножитель святой Ираклемон.
В 1893 года архиепархия Оксиринха является титулярной архиепархией Римско-Католической церкви. C 1966 года является вакантной.

## Епископы
- епископ Пелагий (упоминается в 325 году);
- епископ Аполлоний (упоминается в 359 году);
- епископ Доротей (362—381);
- епископ Ираклид (362—384);
- епископ Аппий;
- епископ Петр (упоминается в 431 году).

## Титулярные епископы
- епископ Джон Джозеф Кейн (21.05.1893 — 21.05.1895) — назначен архиепископом Сент-Луиса;
- епископ Domenico Maria Valensise (13.05.1902 — 17.01.1916);
- епископ John McIntyre (24.08.1917 — 16.06.1921) — назначен архиепископом Бирмингема;
- епископ Léon-Antoine-Augustin-Siméon Livinhac (21.11.1921 — 11.11.1922);
- епископ Victor Arrién (Arrieu) (14.12.1922 — 7.09.1931);
- епископ António Bento Martins Júnior (14.07.1932 — 28.09.1932) — назначен архиепископом Браги;
- епископ Leon Wałęga (13.03.1933 — 22.03.1933);
- епископ João Evangelista de Lima Vidal (31.05.1933 — 16.01.1940);
- епископ Raffaele Santi (15.06.1940 — 28.01.1944);
- епископ Juan Manoel González Arbeláez (1.02.1944 — 4.01.1966),
  - вакансия.

## Источник
- Pius Bonifacius Gams, Series episcoporum Ecclesiae Catholicae Архивная копия от 26 июня 2015 на Wayback Machine, Leipzig 1931, стр. 461  (лат.)
- Michel Lequien, Oriens christianus in quatuor Patriarchatus digestus Архивная копия от 7 августа 2017 на Wayback Machine, Parigi 1740, Tomo II, coll. 577—580  (лат.)